# Sta-Prest
Sta-Prest (concebido para ser pronunciado como "stay pressed", em português "ficar pressionado") é uma marca de calças resistentes à amassamentos produzidas por Levi Strauss & Co., a partir de 1964.
Estes produtos são comercializados como roupas resistentes à secadoras, sem necessidade de passar. As calças eram especialmente populares entre os mods britânicos de meados dos anos 1960 e skinheads no final dos anos 1960 (assim como entre os skinheads tradicionalistas e revivalistas mod de décadas mais tarde). Calças Vintage Sta-Prest se tornaram itens de colecionador. Outras empresas, como Lee e Wrangler, produziram estilos semelhantes de calças durante o mesmo período. A versão da Lee foi chamado Lee Prest, e apresentou cores e padrões semelhantes aos da Sta-Prest, embora fossem muito mais esguias e cônicas. Décadas mais tarde, a Merc começou a comercializar uma marca chamada Sta Press.